# Epoicocladius flavens
Epoicocladius flavens är en tvåvingeart som först beskrevs av Malloch 1915.  Epoicocladius flavens ingår i släktet Epoicocladius och familjen fjädermyggor. Inga underarter finns listade i Catalogue of Life.